# Gunnar Juncken

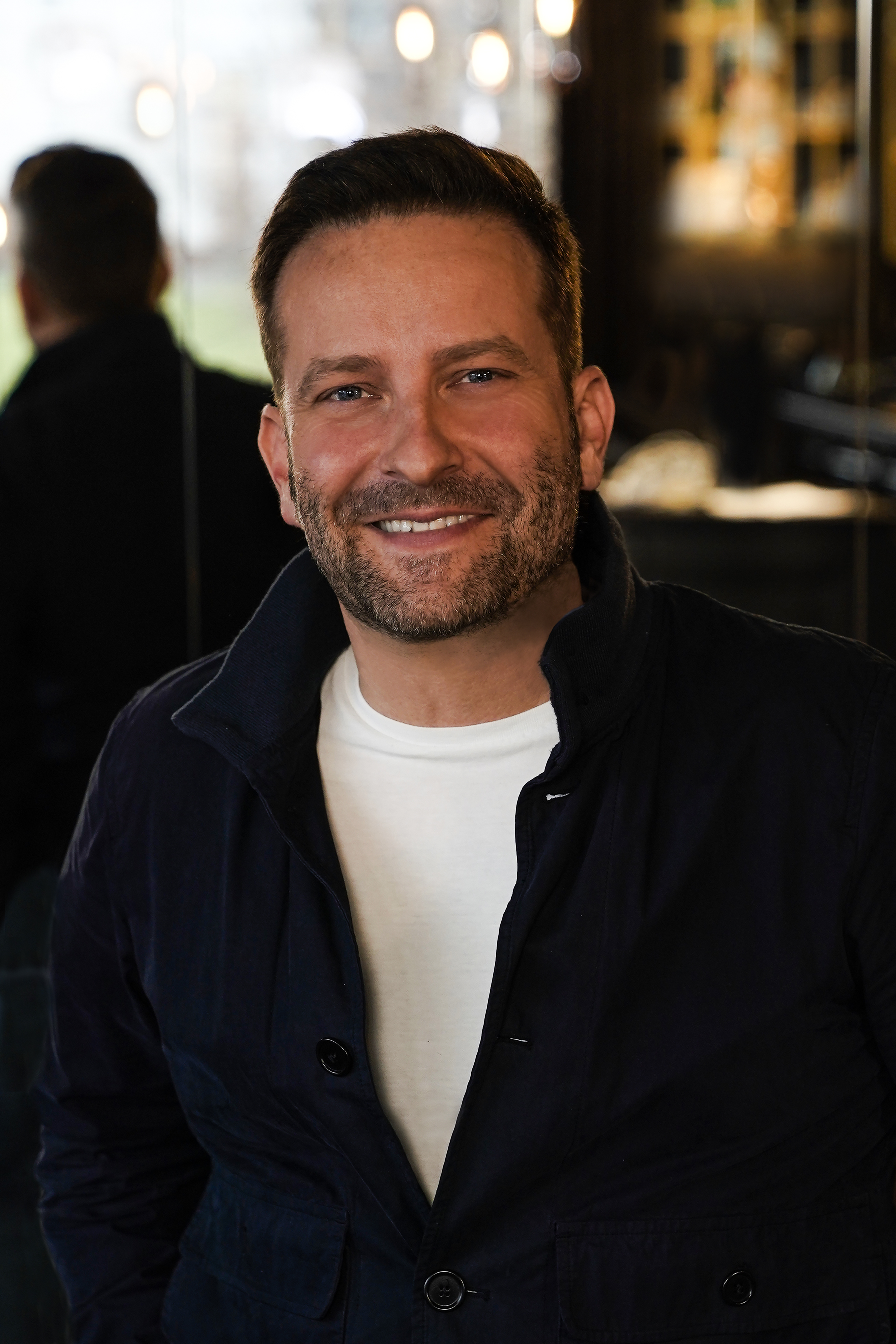
Gunnar Juncken

Gunnar Juncken (* 1976 in Berlin) ist ein deutscher Filmproduzent und zusammen mit Nanni Erben Geschäftsführer der MadeFor Film GmbH.

## Leben
Noch während seines Studiums an der Humboldt-Universität zu Berlin war er in der Filmindustrie tätig. 2000 gründete er gemeinsam mit Martin Lehwald in Berlin die Firma Schiwago Film, hier entstanden Filme wie Muxmäuschenstill, Bye Bye Berlusconi oder Mein Kampf. Seit 2005 war er unter anderem für teamWorkx Television & Film, UFA Fiction und Wiedemann & Berg TV tätig. 2020 folgte die Gründung der MadeFor Film, die er gemeinsam mit Nanni Erben führt. Gunnar Juncken ist Mitglied der Europäischen Filmakademie, der Allianz Deutscher Produzenten – Film & Fernsehen und der Deutschen Akademie für Fernsehen. Gunnar Juncken ist seit 2023 im Gesamtvorstand der Allianz Deutscher Produzenten – Film & Fernsehen e. V.

## Filmografie (Auswahl)
- 1998: Reise in die Nacht
- 1998: Move on Up
- 2000: Polizeiruf 110: Böse Wetter
- 2004: Muxmäuschenstill
- 2004: Sarah Brightman: Harem - A Desert Fantasy
- 2005: Die Frau des Sizilianers
- 2006: Bye Bye Berlusconi!
- 2012: Baron Münchhausen
- 2014: Zwei Allein
- 2014: Der Rücktritt
- 2018: Weissensee
- 2018: Tatort: Zeit der Frösche
- 2019: Tatort: Das Nest
- 2019: Tatort: Die ewige Welle
- 2019: Tatort: Nemesis
- 2019: Ottilie von Faber-Castell
- seit 2019: Frau Jordan stellt gleich
- 2020: Tatort: Die Zeit ist gekommen
- 2020: Tatort: Parasomnia
- 2020: Tatort: Der letzte Schrey
- 2020: Lehrerin auf Entzug
- 2021: Tatort: Der feine Geist
- 2021: Tatort: Rettung so nah
- 2021: Tatort: Unsichtbar
- 2021: Retter der Meere: Tödliche Strandung
- 2021: Mirella Schulze rettet die Welt
- 2021: Marie fängt Feuer  (Folgen 11–14)
- 2021: Loving Her (Staffel 1)
- 2022: Then You Run
- 2022: Dianas letzte Nacht
- 2022: Marie fängt Feuer (Folgen 15–18)
- 2022: Tatort: Katz und Maus
- 2023: Tatort: Totes Herz
- 2023: Dünentod - Ein Nordsee-Krimi: Das Grab am Strand
- 2023: Dünentod - Ein Nordsee-Krimi: Tödliche Falle
- 2023: Tatort: Nichts als die Wahrheit
- 2023: Loving Her (Staffel 2)
- 2023: Tatort: Was ihr nicht seht
- 2024: Dünentod – Ein Nordsee-Krimi: Tod auf dem Meer
- 2024: Dünentod – Ein Nordsee-Krimi: Falsches Spiel
- 2024: Dünentod – Ein Nordsee-Krimi: Frau am Strand
- 2024: Vorübergehend Glücklich - Vredenhorst und Opimemaral
- 2024: Alles gelogen
- 2024: Merz gegen Merz - Geheimnisse
- 2024: Marie fängt Feuer (Folgen 19–22)
- 2024: Tatort: Unter Feuer
- 2025: Dünentod – Ein Nordsee-Krimi: Schatten der Vergangenheit
- 2025: Dünentod – Ein Nordsee-Krimi: Tödliche Geheimnisse
- 2025: Stromberg – der neue Film

## Auszeichnungen
2004: Max Ophüls Preis für Muxmäuschenstill; Bester Spielfilm, Publikumspreis Spielfilm, Preis der Jugendjury (gemeinsam mit Martin Lehwald, Jan Henrik Stahlberg, Marcus Mittermeier)